# Manning-formule
De  Manning-formule of Wet van Manning  is een empirische formule die een schatting geeft van de gemiddelde snelheid van vloeistofstroming in een open waterloop zoals een stroomvoerend kanaal. Alle stromingen in open kanalen worden aangedreven door zwaartekracht. Deze formule werd voor het eerst voorgesteld door de Franse ingenieur Philippe Gauckler in 1867 op basis van de Wet van Chézy uit 1775, en later verfijnd door de Ierse ingenieur Robert Manning in 1890. Rond 1923 werd deze formule sterk gepromoot door de Zwitser Albert Strickler. Vandaar dat de regel ook bekend staat als Gauckler-Manning formule, Wet van Strickler-Manning. In de Angelsaksische wereld wordt deze formule standaard gebruikt onder de naam Manning-formule, in Nederland wordt veel meer de Wet van Chézy gebruikt.

## De formulering
De formule is:
{\displaystyle v={\frac {1}{n}}{R}^{2/3}\,i^{1/2}}
waarin: 
- {\displaystyle v}  = de gemiddelde stroomsnelheid in de dwarsdoorsnede (m/s);
- {\displaystyle n} is de Manning-coëfficiënt. Eenheden van {\displaystyle n} worden vaak weggelaten, maar {\displaystyle n} is niet dimensieloos Het weglaten van de eenheid kan dus tot grote verwarring leiden. De eenheid van de coëfficiënt is in SI-eenheden (s/m1/3).
- {\displaystyle R} is de hydraulische straal (m);
- {\displaystyle i} is de helling van de hydraulische gradiënt of de helling van de energielijn, dit is hetzelfde als de helling van de bodem wanneer de waterdiepte constant is. ({\displaystyle i=h_{e}/L}, waarin {\displaystyle h_{e}} de energiehoogte is en {\displaystyle L} de afstand waarover gemeten wordt

Opmerking: Strickler gebruikt in zijn formulering niet {\displaystyle n}, maar {\displaystyle K_{s}=1/n}. Deze coëfficiënt {\displaystyle K_{s}} varieert van 20 (ruwe steen en ruw oppervlak) tot 80 (m1/3/s)  (glad beton en gietijzer). 
Het debiet kan uitgerekend worden door de snelheid met de oppervlakte van het dwarsprofiel te vermenigvuldigen.

## De Manning coëfficiënt
De Manning-coëfficiënt, vaak aangeduid als {\displaystyle n}, is een empirisch afgeleide coëfficiënt, die afhankelijk is van vele factoren, waaronder oppervlakteruwheid en de aanwezigheid van bodemribbels. Wanneer een meting in het veld niet mogelijk is, is de beste methode om {\displaystyle n} te bepalen gebruik te maken van foto’s van bestaande geulen waar {\displaystyle n} is bepaald met door metingen, en daarmee de te onderzoeken situatie te vergelijken, zoals bijv. staan in het boek van Ven Te Chow.  
De factor {\displaystyle n} heeft de dimensie {\displaystyle T/L^{1/3}}, dus in SI-eenheden is deze dimensie s/m1/3.  De waarde van  {\displaystyle n} is dus in het Angelsaksische stelsel in principe anders. Om toch dezelfde getalswaarde te gebruiken wordt in Angelsaksische literatuur een vermenigvuldigingsfactor aan de formule toegevoegd. De formule wordt dan  
{\displaystyle v={\frac {1,49}{n}}{R}^{2/3}\,i^{1/2}} (Angelsaksische versie van de formule)
In deze formule hebben {\displaystyle v} en {\displaystyle R} de eenheid ft/s, resp ft en {\displaystyle n} de eenheid s/m1/3. Zeer verwarrend is dat in de meeste publicaties er bij tabellen van {\displaystyle n}-waarden meestal geen eenheid vermeld wordt.   
In natuurlijke waterlopen variëren {\displaystyle n} waarden sterk langs de loop van de rivier. Het meeste onderzoek toont aan dat {\displaystyle n} zal afnemen als het debiet toeneemt. De {\displaystyle n}-waarden voor een bepaald riviervak zullen ook variëren afhankelijk van het seizoen en de stroomsnelheid. Zomervegetatie zal doorgaans een aanzienlijk hogere {\displaystyle n}-waarde hebben als gevolg van bladeren en seizoensgebonden vegetatie. Onderzoek heeft echter aangetoond dat {\displaystyle n}-waarden lager zijn voor individuele struiken met bladeren dan voor de struiken zonder bladeren. Dit is te wijten aan het vermogen van de bladeren van de plant om mee te buigen met de stroom, waardoor de weerstand tegen stroming wordt verlaagd. Hoge snelheidsstromen zullen ervoor zorgen dat sommige vegetatie (zoals grassen) plat gaan liggen, waardoor de weerstand dus niet toeneemt.

## Chézy of Manning?
De gedachte van De Chézy was dat zijn coëfficiënt een constante was; dat bleek niet zo te zijn. Eind negentiende eeuw dacht men door de ruwheidswaarde {\displaystyle C} (eigenlijk "gladheidswaarde") te definiëren als een functie van de waterdiepte, er wel een constante coëfficiënt zou ontstaan. Dit leidde tot de Manning-coëfficiënt. Maar die bleek uiteindelijk toch ook niet constant te zijn. De meeste wrijvingscoëfficiënten worden daarom empirisch afgeschat en ze gelden alleen voor volledig ruwe turbulente waterstromen onder constante debiet. Het blijkt dat bij waterlopen met veel vegetatie het gebruik van Manning vrij goed werkt, en dat bij rivieren met een zandbodem zonder veel vegetatie Chézy handiger werkt.

## Manning bij buisleidingen
Een van de belangrijkste toepassingen van de Manning-vergelijking is het gebruik ervan in rioolontwerp. Riolen worden vaak als cirkelvormige leidingen geconstrueerd. Het is al lang bekend dat de waarde van {\displaystyle n} varieert met de stroomdiepte in gedeeltelijk gevulde ronde buizen. Een complete set van expliciete vergelijkingen die kunnen worden gebruikt om de diepte van de stroom en andere onbekende variabelen te berekenen bij het toepassen van de Manning-vergelijking voor cirkelvormige buizen en andere leidingen met een vaste geometrie is beschikbaar.